# Pussy Riot: A Punk Prayer
Pour plus de détails, voir Fiche technique et Distribution.
Pussy Riot: A Punk Prayer (en russe : Показательный процесс: История Pussy Riot) est un film documentaire britannico-russe réalisé par Mike Lerner et Maxim Pozdorovkin et sorti le 5 juillet  2013.

## Synopsis
Le film-documentaire met en scène la vie de trois jeunes femmes féministes, membres des Pussy Riot : Nadia, Masha et Katia qui ont performé, le 21 février 2012, dans la cathédrale du Christ-Sauveur, une prière anti-Poutine. On voit également leur arrestation et leur procès ainsi que la répercussion des Pussy Riot a travers le monde.

## Fiche technique
Ce film est réalisé en  six mois. Il a été distribué par HBO Films et Goldcrest Films International.
- Photographie : Antony Butts
- Montage : Simon Barker
- Musique : Simon Russell
- Durée : 88 min. (1 h 28 m.)

## Distribution
- Nadejda Tolokonnikova : elle-même
- Maria Alyokhina : elle-même
- Ekaterina Samoutsevitch : elle-même
- Andrey Tolokonnikov : lui-même
- Natalia Alyokhina : elle-même
- Stanislav Samutsevich : lui-même
- Piotr Verzilov : lui-même
- Mark Feygin (en) : lui-même
- Nikolai Polozov : lui-même
- Violetta Volkova : elle-même
- Vladimir Mikhailovich Gundyayev (comme patriarche Cyrille [de Moscou]) : lui-même
- Irina Khrunova : elle-même
- Lev Lyapin : lui-même, avocat de l'accusation
- Madonna : elle-même (images d'archives)
- Dmitri Medvedev : lui-même (images d'archives)
- Yoko Ono : elle-même (images d'archives)
- Larisa Pavlova : elle-même
- Vladimir Poutine : lui-même (images d'archives)
- Alexei Taratukhin : lui-même, avocat de l'accusation
- Gera Tolokonnikova : elle-même